# Nancy Morejón
Nancy Morejón (L'Havana, 7 d'agost de 1944) és una poeta, dramaturga, assagista i traductora cubana. Té posicions literàries importants, com a directora de la revista Unió, membre de l'Acadèmia Cubana, i presidenta de l'Associació d'Escriptors i Artistes de Cuba (UNEAC).

## Biografia
Son pare era d'ascendència africana i la seua mare té arrels africanes. Destacà des de molt primerenca edat en els estudis: escrivia poemes als tretze anys i, el 1959, era professora d'anglés. Als divuit anys publica el primer llibre de versos, Mutismes. Entre 1963 i 1964 fou professora de francès en l'Acadèmia Gustavo Ameijeiras de L'Havana i treballa com a traductora per al Ministeri de l'Interior. Rep el premi «Rubén Martínez Villena» el 1964 i milita entre 1963 i 1965 en el Comité de Base de la Unió de Joves Comunistes de l'Escola de Lletres; es llicencia en llengua i literatura franceses per la Universitat de L'Havana (1966) i es doctora amb una tesi sobre el poeta de Martinica Aimé Césaire. Entre 1986 i 1993 fou directora del Centre d'Estudis del Carib de la Casa de las Américas, tasca que reassumeix el 2000. Des del 1991 és membre de l'Acadèmia de Ciències de Cuba.

## Carrera i educació
Edità una Recopilació de textos sobre Nicolás Guillén (L'Havana, Edicions Casa de las Amèricas, 1974) i es dedicà sobretot a la traducció simultània en esdeveniments i congressos; també ha fet traduccions per a l'Institut del Llibre, sobretot de poesia afrocaribenya. Participà en la Trobada del Centenari de Rubén Darío, a Varadero (1967) i en molts altres actes literaris relacionats amb la poesia i la cultura. El 1980 rep el Premi Nacional d'Assaig "Enrique José Varona" de la Unió d'Escriptors i Artistes de Cuba pel seu llibre Nació i mestissatge en Nicolás Guillén, que el 1983 rebé també el Premi Mirta Aguirre; el 1986 obté el "Premi de la crítica" cubà per Pedra polida i el 2001 el Premi nacional de Literatura. A Elogi i paisatge i La Quinta dels Molins se'ls atorgà també el Premi de la Crítica el 1997 i 2000, respectivament. La Universitat de Nova York li donà el Premi Yari-Yari de Poesia Contemporània pel conjunt de la seua obra, en el 2004. A l'agost del 2006, durant la 45a edició del Festival Nits de Poesia, rebé el Premi Corona d'Or de Struga 2006 de Macedònia ja proclamat el 21 de març de 2006, en la seu de la UNESCO, a París, pel Dia Mundial de la Poesia. Al maig de 2007, en el XII Festival Internacional de Poesia de L'Havana, rep el Premi Rafael Alberti. Té les insígnies d'Oficial de l'Orde al Mèrit de la República de França i la rèplica del Matxet de Màxim Gómez, entre d'altres. És membre de número de l'Acadèmia Cubana de la Llengua des del 1999.
Ha escrit per a Unión, Cultura'64, El Caimán Barbudo, La Gaceta de Cuba, Casa de las Américas. Fou seleccionada per a l'antologia Novíssima poesia cubana (1962) de Reinaldo Felipe i Ana María Simó.
La seua obra abraça molts temes. La mitologia de la nació cubana i la relació integracionista dels negres amb aquesta nació amb el mestissatge de cultures llatines i africanes en una identitat nova, cubana. La major part de la seua obra recolza el nacionalisme, la revolució i l'actual règim cubà. A més a més, declara el seu feminisme respecte a la situació de les dones dins d'aquesta nova societat i la integració ètnica fent les dones negres protagonistes dels seus poemes. També tracta la història de l'esclavitud i el maltractament en la relació de Cuba i amb els Estats Units, tot i que la seua obra no està dominada per temes polítics. Alguns crítics han remarcar jocoses observacions sobre la seua pròpia gent, un particular i molt cubà ús de la ironia i l'humor, així com la qualitat intrínseca d'una poesia molt lírica, íntima, espiritual, i fins i tot eròtica, i bucòlica.
Nancy Morejón ha estat traduïda a l'anglés, al francés, a l'alemany, al portugués, a l'italià, al rus, al polonés i al neerlandés; és especialment coneguda als Estats Units, on la seua obra és molt acceptada i ha estat traduïda i reimpresa sovint.

## Influències literàries
La passió per l'escriptura i la lectura li ve dels seus pares. Tots dos li inculcaren la importància de la formació. La mare en fou un exemple a seguir. Als nou anys, Nancy ja escrivia poesia en el seu diari, i aprenia anglés. Ajudava a llegir i escriure. Nancy Morejón dona vida, color, i so a la seua poesia recordant els carrers del seu barri on va nàixer i créixer, el barri de Los Sitios.
- Fragment líric dedicat a sa mare: La meua mare no va tenir jardí sinó illes cinglades/surant, sota el sol, en els coralls delicats. No hi hagué una branca neta en la seua pupil·la sinó molts garrots. Quin temps aquell quan corria, descalça,/sobre la calç dels orfenats i no sabia riure, i no podia mirar l'horitzó.[5]

### Dona negra
Un dels poemes més populars de Nancy Morejón en què representa la història negra i la feminitat és conegut com a Dona negra. Morejón és la veu dels seus avantpassats. El passat dels seus ancestres, que van sofrir l'esclavitud per ser de pell negra, va influir molt en la seua veu poètica. El poema visualitza imatges molt fortes. Té un to intens, fort, i valent. També fa una al·legoria de la revolució cubana.

## Connexions polítiques

La bandera de Cuba

Alguns crítics de les seues obres, com ara Caroline A. McKenzie i William Luis, veuen la relació amb la revolució de Cuba com la raó del seu èxit. Tot i que la revolució fou molt important en la vida i obra de Morejón, el seu treball amb els temes d'esclavitud, la identitat afrocubana i el feminisme provenen de la influència en la societat actual. El poema “Dona negra” és un bon exemple de la barreja d'influències en la seua vida: la lluita pels drets humans de les persones d'herència africana i de totes dones. En el poema, empra la història col·lectiva de les esclaves negres per crear la força del sentiment en els lectors, especialment a causa de les referències a experiències de dones. També tracta de la revolució a Cuba i fa costat al comunisme i als revolucionaris com Castro.
En una entrevista de Bomb Magazine, Nancy Morejón deia que no hi havia elements marxistes en els seus poemes. En “Dona negra”, però, hi ha un vers amb la paraula comunisme. Morejón no és membre del Partit Comunista, però té valors relacionats amb el marxisme.

## Obres poètiques
- 1962: publica el seu primer llibre Mutismes: ed. El Pont, l'Havana

- 1964: publica Amor, ciudad atribuida: ed. El Puente, L'Havana

- 1967: publica el poemeri Richard trajo su flauta i otros argumentos: col. Cuadernos, ed. Unión, L'Havana

- 1979: publica el poemari Paraje de una época: col. Mínima, ed. Letras Cubanas, L'Havana

- 1980: publica Poemas (antologia): Selecció i pròleg d'Efraín Horta, Il·lustració de coberta Wifredo Lam, ed. Universitat Nacional Autònoma de Mèxic (UNAM), Mèxic D. F.

- 1982: edita el poemari Octubre imprescindible: col. Contemporáneos, ed. Unión, L'Havana

- 1982: la UNAM publica Elogio de la danza: col. Cuadernos de Poesía, ed. Universitat Nacional Autònoma de Mèxic (UNAM), Mèxic D.F.

- 1984: publica un altre poemari: Cuaderno de Granada, ed. Casa de las Américas, L'Havana

- 1985: publica Where the Island Sleeps Like a Wing (antologia bilingüe): Traducció, Selec. i introducció de Kathleen Weaver, pròl. de Miguel Barnet, ed. The Black Scholar Press, San Francisco, Califòrnia

- 1985: es reconeix Poems (antologia) com un dels millors llibres de l'any: Selecció de Sandra Levinson, ed. Center for Cuban Studies, Nova York

- 1986: publica el llibre Piedra pulida: col. Giraldilla, ed. Letras Cubanas, L'Havana.

- 1993: edita Poemas de amor y muerte: ed. Revista Caravelle (separata), Tolosa

- 1993: publica Paisaje célebre: ed. Fondo Editorial Fundarte, Caracas Veneçuela

- 1997: edita Elogio y paisaje: Il·lustracions de l'autora, col. La Rueda Dentada, ed. Unión, L'Havana.

- 1999: publica Richard trajo su flauta; i altres poemes: Selec. i pròl. de Mario Benedetti, ed. Visor, Madrid

- 2000 publica La Quinta de los molinos: Il·lustracions de Reynaldo González, 135 pàgs., col. Cemí, 2000, ed. Letras Cubanas, L'Havana. Premi de la Crítica

- 2001: l'antologia Black Woman and Other Poems (ed. bilingüe): traduïda, anotada i introduïda per Jean Andrews, art de coberta de l'autor, 244 pàgs. ed. Mànec Publ. Londres
- 2002: Corda veloç, Editorial Letras Cubanas

- 2006: publica Carbones silvestres

### Premis
- 1983 Obté el Premi "Mirta Aguirre" amb el llibre Nació i Mestissatge en Nicolás Guillén.
- 1986 Premi de la Crítica, pel seu llibre Pedra polida.
- 1997 Rep de nou premi de la Crítica pel seu llibre Elogi i paisatge.
- 2008 Rep el premi com a Escriptora Gallega Universal.

### Assaigs
- 1972: Recopilación de textos sobre Nicolás Guillén: selección, prólogo y notas de N.M., 429 pàgs., Sèrie Valoración Múltiple, ed. Casa de las Américas, L'Havana

- 1982: Nación y mestizaje en Nicolás Guillén: 332 pàgs. col. Premi, ed. Unión, L'Havana

- 1998: Fundación de la imagen: 294 pàgs., col. Giraldilla, ed. Letras Cubanas, L'Havana

- 2004: With Eyes and Soul: Images of Cuba. Trans. Pamela Carmell and David Frye. White Pine Press

### Traduccions
- 1979: Paul Laraque: Las armas cotidianas, col. Premi, ed. Casa de las Américas, l'Havana
- 1984: Grenada Notebook: Traducció de Lisa Davis, ed. Círculo de Cultura Cubana, Nova York
- 1990: Ours the Earth (antologia): Traducció, selec. i pról. de Joe Pereira, ed. Institut del Carib de la Universitat de West Indies (UWI), Kingston, Jamaica
- 1991: Baladas para un sueño: col. Ciclos, ed. Unión, L'Havana

- 1991: Ernest Pépin: Remolino de palabras libres, col. Premio, ed. Casa de las Américas, L'Havana
- 1994: Le Chaînon Poétique. Traducció de Sandra Monet-Descombey, il·lustració de la coberta del pintor dominicà José Castillo. Prefaci de Delia Blanco i Pilar Paliès, ed. Médiathèque Champigny-sud-Marne, París
- 1996: Nicole Cage Florentiny: Arcoiris, la esperanza, col. Premio, ed. Casa de las Américas, L'Havana
- 1996: El río de Martín Pérez Poe, (antologia): Il·lustracions del pintor Rolando Estévez, col. Clásicos de San Juan, ed. Vigía, Matanzas
- 1996: Botella al mar (antologia): Selec. i pròl. d'Adolfo Ayuso, col. Poesía, ed. Oliphante, Zaragoza

- 1998: Édouard Glissant: Fastos, Edicions Vigía, Matanzas

- 2001: Édouard Glissant: Fastos y otros poemas, col. Pasamanos, ed. Casa de las Américas, L'Havana
- 2001: Ruhmreiche Landschaft (Paisaje Célebre): Gedichte, Umschlagmotive und Zeichnungen: Nancy Morejón, 82 pàgs., Übersetzung und Nachwort: Ineke Phaf-Rheinberger, Coleba Verlag, Triesen
- 2002: Mirar adentro/Looking Within: Selected Poems, 1954-2000 (ed. bilingüe, African American Life Series). Ed. Juanamaria Cordones-Cook. Wayne State University Press

## Font
- Diccionario de la literatura cubana. Alacant: Biblioteca Virtual Miguel de Cervantes, 1999, consultat el 2008.